# Крістіан-Жак
Крістіа́н-Жак (фр. Christian-Jaque, справжнє ім'я — Крістіан Моде́, фр. Christian Maudet; *4 вересня 1904, Париж, Франція — †8 липня 1994, Булонь-Біянкур, Франція) — французький кінорежисер.

## Біографія
Навчався у Школі витончених та Школі декоративних мистецтв у Парижі, потім в Академії мистецтв на архітектора. З 1924 займався малюванням кіноафіш, згодом — кіножурналістикою. У кіно почав працювати художником-оформлювачем і декоратором, потім — асистентом режисера у Жульєна Дювів'є. Як режисер дебютував у 1932 році. Працював з видатними французькими кінооператорами, акторками і акторами Франції, Італії та ін. країн.
У 1981 році Крістіан-Жак зняв документальний фільм про свого улюбленого режисера Марселя Карне, а у 1982 став членом Французької академії кіномистецтва.
У 1954—1959 роках був одружений з акторкою Мартін Кароль (для неї це був другий шлюб, для нього — четвертий), яку зняв у фільмах Лукреція Борджіа, Мадам Дюбаррі, Нана, Наталі.
Похований на цвинтарі Пер-Лашез.

## Фільмографія
Режисер
- 1933 — Справа налагоджується
- 1936 — Один з легіону / Un de la légion
- 1936 — Франциск Перший / François Premier
- 1937 — Перлини корони / Les Perles de la Couronne (премія Венеційського МКФ за найкращий сценарій зарубіжного фільму, спільно з Сашею Гітрі)
- 1937 — Пірати на рейках / Les Pirates du rail
- 1937 — Спритники з одинадцятого округу / Les Dégourdis de la onziéme
- 1938 — Зниклі з Сент-Ажіля / Les Disparus de Saint-Agil
- 1938 — Ернест-бунтівник / Ernest le rebelle
- 1938 — Татуйований Рафаель / Raphaël le tatoué
- 1941 — Перший бал / Premier bal
- 1941 — Убивство Діда Мороза / L'assassinat du Père Noël
- 1942 — Фантастична симфонія / La symphonie fantastique
- 1943 — Безнадійна подорож / Voyage sans espoir
- 1945 — Кубушка (Пишка) / Boule de suif
- 1946 — Привид / Un revenant
- 1948 — Пармська обитель / La Chartreuse De Parme
- 1948 — Людина людям / D'homme à hommes
- 1950 — Втрачені сувеніри / Souvenirs perdus
- 1951 — Синя борода / Barbe-bleue
- 1952 — Чудові створення / Adorables Créatures
- 1952 — Фанфан-тюльпан / Fanfan La Tulipe (премія Каннського МКФ найкращому режисеру, Срібний ведмідь Берлінського МКФ за режисуру)
- 1953 — Лукреція Борджіа / Lucrèce Borgia
- 1954 — Долі / Destinées (епізод Лезістрата)
- 1954 — Нана / Nana
- 1956 — Якщо хлопці всього світу / Si tous les gars du monde (Кришталевий глобус Карловарського МКФ)
- 1957 — Наталі / Nathalie
- 1958 — Закон є закон / La loi, c'est la loi (номінація на Золотого ведмедя за режисуру)
- 1959 — Бабетта йде на війну / Babette s'en va-t-en guerre (номінація на головну премію Московського МКФ)
- 1960 — Француженка і любов / La Française et l'Amour (эпизод Развод)
- 1963 — Вагомі докази / Les Bonnes Causes
- 1964 — Чорний тюльпан / La Tulipe noire
- 1964 — Бенкет хижаків / Le repas des fauves
- 1965 — Таємна війна / Брудня гра / Guerre secrète
- 1966 — Святий виходить на слід / Le Saint prend l'affût
- 1966 — Друга істина / La Seconde vérité
- 1968 — Леді Гамільтон: Шлях у вищий світ / Le Calde notti di Lady Hamilton
- 1971 — Нафтовидобувниці / Les pétroleuses
- 1977 — Паризьке життя / La Vie parisienne

## Нагороди та номінації
Кавалер ордена Почесного легіону, офіцер національного Ордена Заслуг, командор Ордена мистецтв та літератури. Військовий хрест за участь у Другій світовій війні. Почесна премія Сезар (1985) за життєвий шлях в кіно.